# الغواصة الألمانية يو-479
غواصة يو-479 غواصة يو بوت ألمانية من غواصة الفئة السابعة سي بنيت لسلاح بحرية ألمانيا النازية كريغسمارينه، في أحواض دويتشه فيرك خلال الحرب العالمية الثانية.